# Soul food
Soul food er et etnisk køkken, der traditionelt blev tilberedt og spist af afroamerikanere, og har sin oprindelse i Sydstaterne. Køkkenet stammer fra de fødevarer, der blev givet til sorte slaver af deres hvide ejere på de sydlige plantager i Antebellum-perioden; det var imidlertid fra starten stærkt påvirket af vestafrikanere og indianeres traditionelle skikke. På grund af afroamerikanernes historiske tilstedeværelse i regionen forbindes soul food tæt med Sydstaternes madkultur, selvom det i dag er blevet et let identificerbart og fejret aspekt af den almindelige amerikanske madkultur.
Udtrykket "soul food" opstod i midten af 1960'erne, da "soul" var et almindeligt ord, der blev brugt til at beskrive afroamerikansk kultur.